# To Our Children's Children's Children
Albums de The Moody Blues
On the Threshold of a Dream
(1969) A Question of Balance
(1970)
To Our Children's Children's Children est le cinquième album studio des Moody Blues, sorti en 1969.

## Titres

### Face 1
1. Higher and Higher (Edge) – 4:07
2. Eyes of a Child I (Lodge) – 3:24
3. Floating (Thomas) – 2:59
4. Eyes of a Child II (Lodge) – 1:24
5. I Never Thought I'd Live to Be a Hundred (Hayward) – 1:06
6. Beyond (Edge) – 2:59
7. Out and In (Pinder, Lodge) – 3:50

### Face 2
1. Gypsy (Hayward) – 3:33
2. Eternity Road (Thomas) – 4:19
3. Candle of Life (Lodge) – 4:15
4. Sun Is Still Shining (Pinder) – 3:40
5. I Never Thought I'd Live to Be a Million (Hayward) – 0:34
6. Watching and Waiting (Hayward, Thomas) – 4:16

### Titres bonus
L'album est réédité en 2006 au format SACD avec un disque entier de titres bonus. Les titres 4 à 11 proviennent d'un concert donné pour la BBC le 17 décembre 1969.
1. Gypsy (autre version) (Hayward) – 4:17
2. Candle of Life (autre version) (Lodge) – 4:59
3. Sun Is Still Shining (version longue) (Pinder) – 4:07
4. Gypsy (Hayward) – 3:21
5. Sunset (Pinder) – 3:54
6. Never Comes the Day (Hayward) – 4:42
7. Are You Sitting Comfortably (Hayward, Thomas) – 2:54
8. The Dream (Edge) – 0:58
9. Have You Heard Pt. 1 / The Voyage / Have You Heard Pt. 2 (Pinder) – 5:42
10. Nights in White Satin (Hayward) – 3:12
11. Legend of a Mind (Thomas) – 4:37

La réédition au format CD parue en 2008 ne comprend qu'un seul disque, mais inclut cinq titres bonus (correspondant aux titres 1-3, 9 et 11 du SACD 2) :
1. Gypsy (autre version) (Hayward) – 4:16
2. Candle of Life (autre version) (Lodge) – 4:55
3. Sun Is Still Shining (version longue) (Pinder) – 4:02
4. Have You Heard Pt. 1 / The Voyage / Have You Heard Pt. 2 (Pinder) - 5:50
5. Legend of a Mind (Thomas) - 4:33

## Musiciens
- Justin Hayward : chant, guitares acoustique et électrique, sitar
- John Lodge : chant, basse, harpe, guitare acoustique
- Ray Thomas : chant, flûte, flûte basse, hautbois, tambourin
- Graeme Edge : batterie, percussions
- Mike Pinder : chant, piano, orgue Hammond, Céleste, Mellotron, synthétiseur EMS VCS3, guitare acoustique, contrebasse